# Lepaca Kliffoth
Lepaca Kliffoth — четвёртый студийный альбом шведской метал-группы Therion, первоначально изданный в апреле 1995 года на лейбле Megarock Records.
Название альбома посвящено Клипоту, богопротивным демоническим силам.

## Стиль
Альбом стал последним из раннего творчества группы, которое было преимущественно выдержано в жанре дэт-метал, следующий альбом группы Theli уже был выдержан в жанре симфоник-метал, в котором в дальнейшем были выдержаны и все последующие студийные альбомы группы.
Зачатки нового стиля уже появились на этом альбоме — несмотря на то, что хотя альбом выдержан преимущественно в жанре предыдущих альбомов группы, в частности, он похож на Ho Drakon Ho Megas, он содержал более мелодичные моменты с оперным вокалом. В дальнейшем на основе этого альбома на следующем альбоме — Theli — и будет группой сформирован такой жанр, как симфоник-метал.
Основным жанром альбома является дэт-метал с авангардными фрагментами, которые чередуются с мелодичными фрагментами симфоник-метала и хеви-метала. Альбом выдержан в более высоком темпе, нежели Ho Drakon Ho Megas.

## Список композиций
1. «The Wings of the Hydra» — 3:33
2. «Melez» — 4:07
3. «Arrival of the Darkest Queen» — 0:54
4. «The Beauty in Black» — 3:12
5. «Riders of Theli» — 2:51
6. «Black» — 5:02
7. «Darkness Eve» — 5:19
8. «Sorrows of the Moon» (Celtic Frost кавер-версия) — 3:26
9. «Let the New Day Begin» — 3:35
10. «Lepaca Kliffoth» — 4:26
11. «Evocation of Vovin» — 4:52

Песня «The Beauty in Black» была выпущена отдельным синглом и на неё был снят видеоклип.
Японская версия альбома также содержит бонус-трек «The Veil of Golden Spheres». Изданный 15 ноября 1996 года диджипак содержал два других бонусных трека — «Enter the Voids» и «The Veil of Golden Spheres», но не содержала трек «Sorrows of the Moon». И лишь изданная в 1999 году новая диджипак-версия содержала уже все треки одновременно.

## Участники записи

### Постоянные участники
- Кристофер Йонссон — вокал, гитара, клавишные
- Фредрик Исакссон — бас-гитара
- Пётр Вавженюк — барабаны

### Приглашённые участники
- Ганс Гронинг — дополнительный вокал («The Beauty in Black», «Evocation of Vovin»)
- Клаудиа-Мария Мокри — дополнительный вокал («The Beauty in Black», «Evocation of Vovin»)
- Харрис Йонс — дополнительная гитара («The Beauty in Black»), звукоинженер, сведение («Darkness Eve»)
- Ян — дополнительный вокал («Wings of the Hydra», «Sorrows of the Moon»)